# IAR 821
Lo IAR 821 era un aereo agricolo monomotore ad ala bassa sviluppato negli anni sessanta e prodotto inizialmente dall'azienda rumena Intreprinderea de Reparatii Material Aeronautic (IRMA) poi dalla Industria Aeronautică Română (IAR) negli anni sessanta.
Fu il primo velivolo progettato e sviluppato in Romania dopo il termine della seconda guerra mondiale.

## Storia

### Sviluppo
Nei tardi anni sessanta venne avviata la progettazione di un nuovo velivolo multiruolo presso l'Institutul de Mecanica Fluidelor si Cercetari Aerospatiale (IMFCA) (Istituto di Meccanica dei Fluidi e della Ricerca Aerospaziale). L'ufficio tecnico, diretto da Radu Manicatide, sviluppò un disegno per un velivolo compatto monomotore ad ala bassa che potesse essere destinato ad una molteplice serie di utilizzi come aereo da trasporto leggero e postale, aereo da traino alianti, controllo del territorio delle linee elettriche, monitoraggio degli incendi boschivi e l'esplorazione geologica.
La costruzione del prototipo venne assegnata all'azienda Intreprinderea de Reparatii Material Aeronautic (IRMA) che si concretizzò nel 1967. Il velivolo, al quale venne assegnata la designazione IAR 821, venne portato in volo per la prima volta durante quello stesso anno e, dati i buoni risultati, avviato alla produzione in serie nel 1968.
Dopo i primi esemplari Manicatide ne sviluppò una versione biposto, designata IAR 821B, ricavando il secondo posto sostituendo il serbatoio per i composti chimici alloggiato nella fusoliera con uno di dimensioni ridotte. Il modello, proposto alle autorità militari rumene come velivolo per la formazione dei propri piloti, non riscontrò interesse da parte dell'aeronautica militare e rimase l'unico realizzato.
Al termine della produzione, protrattasi fino al 1969, furono 21 gli esemplari costruiti, generalmente impiegati come aereo agricolo.

## Descrizione tecnica
Lo IAR 821 era un velivolo compatto realizzato in tecnica mista e dall'aspetto tradizionale, monomotore monoplano ad ala bassa con carrello fisso.
La fusoliera era realizzata con struttura in tubi d'acciaio al cromo-molibdeno saldati e ricoperta anteriormente in pannelli metallici e posteriormente in tela. Nella struttura era ricavato l'unico abitacolo chiuso destinato al pilota seguito da un serbatoio per i prodotti chimici da 800 L. Posteriormente terminava in un impennaggio classico monoderiva realizzato con elementi in legno.
Il carrello d'atterraggio era un semplice biciclo anteriore fisso integrato posteriormente da un ruotino d'appoggio posizionato sotto la coda.
La propulsione era affidata ad un motore Ivchenko AI-14RF, un radiale a 9 cilindri posti su un'unica fila raffreddato ad aria in grado di erogare una potenza pari a 300 CV (221 kW), collocato all'apice anteriore della fusoliera racchiuso in una cappottatura NACA ed abbinato ad un'elica tripala a passo fisso.

## Utilizzatori
821
versione agricola monoposto, realizzata in 20 esemplari.
821B
versione multiruolo biposto con abitacolo allungato e serbatoio per i composti chimici di capacità ridotta.